# Klaus Mikoleit

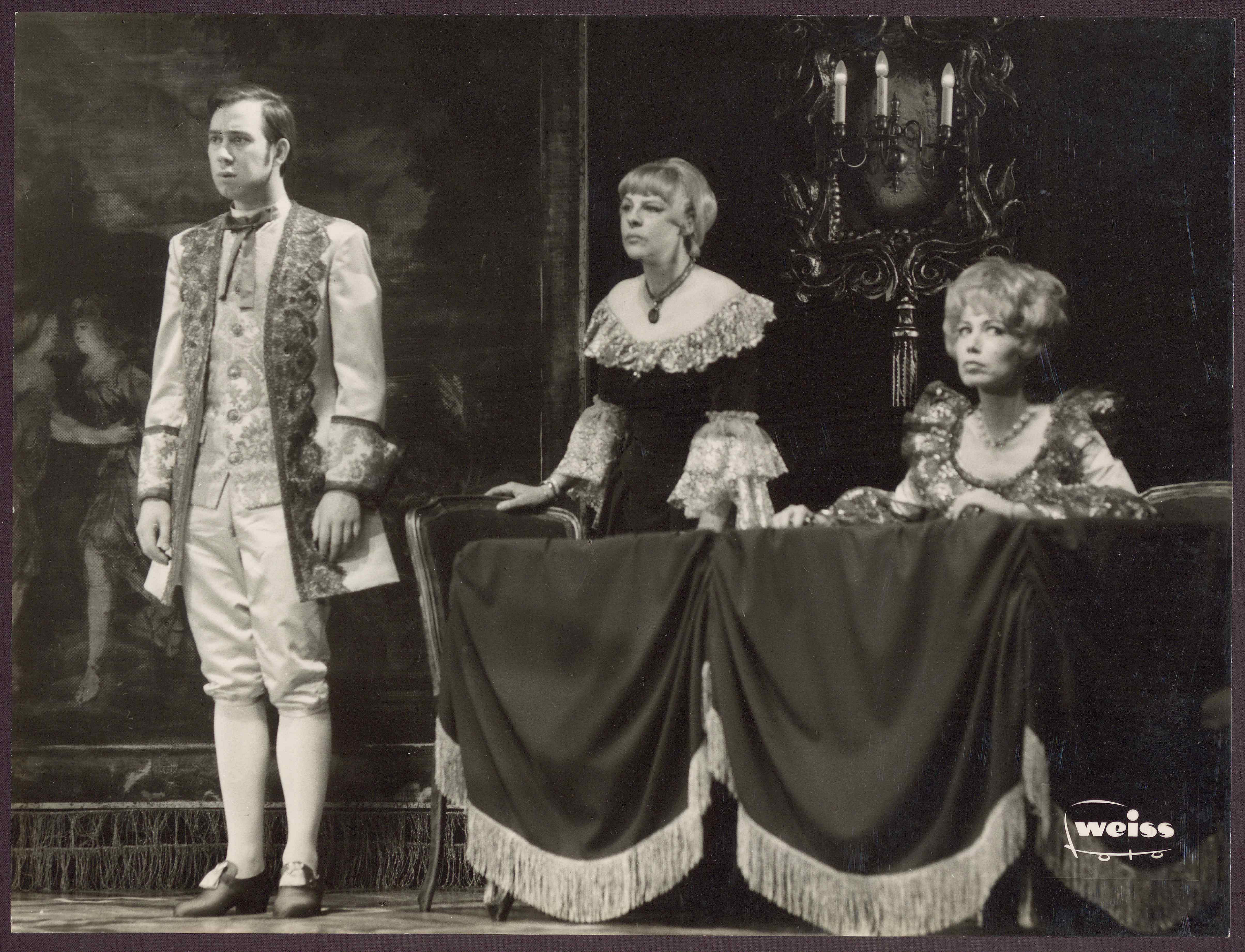
Klaus Mikoleit, Eleonore Zetzsche und Annemarie Treichler in Tartuffe am Badischen Staatstheater Karlsruhe (1965/66)

Klaus Mikoleit (* 15. April 1945 in Berlin) ist ein deutscher Schauspieler.

## Leben
Klaus Mikoleit studierte Schauspiel an der renommierten Max-Reinhardt-Schule in Berlin. Es folgten Engagements am Badischen Staatstheater Karlsruhe (1965–1967), am Nationaltheater Mannheim (1967–1969), am Schauspielhaus in Bochum (1969–1976), am Hamburger Thalia Theater (1976–1980) und den Staatlichen Schauspielbühnen in Berlin (1980–1986). Mikoleit spielte unter Peter Zadek, Hans Neuenfels, Boy Gobert, Michael Verhoeven und Boleslaw Barlog.
1983 begann seine Film- und Fernsehkarriere mit der Rolle des Nazi-Lehrers Vogelsang in Die Geschwister Oppermann (Regie: Egon Monk) und als Freier in Die flambierte Frau (1982, Regie: Robert van Ackeren). Zahlreiche TV- und Filmauftritte im In- und Ausland folgten. 
Klaus Mikoleit ist mit der Autorin Renate Kampmann verheiratet und hat eine Tochter aus erster Ehe.

## Filmografie

### Filme
- 1978: St. Pauli-Landungsbrücken – Kurzurlaub
- 1981: Das Ende vom Anfang (Regie: Christian Görlitz)
- 1983: Die Geschwister Oppermann (Zwei-Teiler, Regie: Egon Monk)
- 1982: Die Hamburger Krankheit (Regie: Peter Fleischmann)
- 1983: Das Geschenk (FS-Spiel, Regie: Marcus Scholz)
- 1986: Killing Cars (Regie: Michael Verhoeven)
- 1986: Tatort: Die kleine Kanaille (Fernsehreihe, Regie: Rolf von Sydow)
- 1987: Der gläserne Himmel (Regie: Nina Grosse)
- 1988: Wilder Westen inclusive (FS-Spiel in 3 Teilen, Regie: Dieter Wedel)
- 1988: Tatort: Schuldlos schuldig (Regie: Thomas Engel)
- 1988: Die Hexe von Köln (FS-Spiel, Regie: Hagen Mueller-Stahl)
- 1989: Marleneken (FS-Spiel, Regie: Karin Brandauer)
- 1990: Leo und Charlotte (FS-Spiel, Regie: Kaspar Heidelbach)
- 1990: Der Strohmann (Regie: Ulrich Stark)
- 1990: Bei mir liegen Sie richtig (Regie: Ulrich Stark)
- 1991: Die Lok (Regie: Gerd Haag)
- 1991: Endstation Harembar (FS-Spiel, Regie: Rainer Wolffhardt)
- 1992: Negerküsse (FS-Spiel, Regie: Maria Theresia Wagner)
- 1993: Tatort: Kesseltreiben (Regie: Peter Schulze-Rohr)
- 1993: Silvesterparty (Lefteris) (Regie: Perikles Hoursoglou)
- 1993: Löwenzahn (Film, Regie: Hannes Spring)
- 1995: Tatort: Endstation (Regie: Hagen Mueller-Stahl)
- 1995: Die Grube (Doku-Spiel, Regie: Karl Fruchtmann)
- 1996: Entre terre et mer (FS-Spiel in 6 Teilen, Regie: Hervé Basle)
- 1996: Eine Kindheit auf dem Montmartre (Les Allumettes Suédoises), (Dreiteiler, Regie: Jacques Ertaud)
- 1997: Zur Zeit zu zweit (FS-Spiel, Regie: Hanno Saul)
- 1997: Frauen morden leichter (FS-Reihe, Regie: Thorsten Näter)
- 1998: Abgehauen (FS-Spiel, Regie: Frank Beyer)
- 1998: Die Sternbergs (FS-Spiel, Regie: Gloria Behrens)
- 1999: Bella Block: Geflüsterte Morde (FS-Spiel, Regie: Christian Görlitz)
- 1999: Zum Glück verrückt – Eine unschlagbare Familie (FS-Spiel, Regie: Klaus Rumpf)
- 2001: Die Meute der Erben (FS-Spiel, Regie: Ulrich König)
- 2001: Der Verleger (FS-Spiel in 2 Teilen, Regie: Bernd Böhlich)
- 2005: Auschwitz: The Nazis and the Final Solution  (Doku-Drama, Regie: Detlef Siebert)
- 2014: Sternstunde ihres Lebens (FS-Spiel, Regie: Erica von Moeller)

### Fernsehserien
- 1986/87: Die Losbergs (Regie: Karin Hercher u. a.)
- 1987: Morgen in Shanghai (Regie: Hagen Mueller-Stahl)
- 1988: Siebenstein
- 1988: Die Wicherts von nebenan
- 1989: Schwarzenberg (Fernseh-Zweiteiler)
- 1989: Büro, Büro (Regie: Ulrich König u. a.)
- 1989: Liebling Kreuzberg (Regie: Werner Masten)
- 1992: Unser Lehrer Doktor Specht – Das schwangere Mädchen
- 1993: Der Landarzt (4 Folgen)
- 1994: Freunde fürs Leben
- 1995: Große Freiheit (Regie: Christian Görlitz)
- 1993–1998: Adelheid und ihre Mörder
- 1994–2000: Für alle Fälle Stefanie
- 2002: Alphateam – Die Lebensretter im OP – Auf zu neuen Ufern
- 2003: Der letzte Zeuge – Die Kugel im Lauf der Dinge
- 2004: Familie Dr. Kleist (2 Folgen)
- 2004: Politibongo (2 Folgen)
- 2005: Fünf Sterne – Böses Erwachen
- 2006: In aller Freundschaft – Schuld und Sühne
- 2013–2016: Rote Rosen (Soap)
- 2019: Notruf Hafenkante – Dunkle Welten